# Gia Darling
Gia Darling est une actrice de films pornographiques trans, née le 30 juillet 1977 à Valencia (Californie). Elle est également réalisatrice et productrice.

## Biographie
Gia Darling apparaît comme actrice dans plus de 40 films et en a réalisé plus d'une vingtaine. Elle s'est quelque peu spécialisée dans les productions à caractère BDSM où elle-même joue des rôles de dominatrices. Gia Darling a été la première personne trans à être publiée dans les pages des éditions américaines des magazines Playboy et Hustler.

## Récompenses
- AVN Awards :
  - 2005 : Actrice trans de l'année (Transsexual Performer of the Year)
  - 2006 : Actrice trans de l'année (Transsexual Performer of the Year)